# Stranger Than Paradise
Stranger Than Paradise är en amerikansk absurdistisk deadpankomedifilm från 1984, skriven och regisserad av Jim Jarmusch. Huvudrollerna spelas av John Lurie, Richard Edson och Eszter Balint.

## Rollista
| John Lurie        | – Willie          |
| Eszter Balint     | – Eva             |
| Richard Edson     | – Eddie           |
| Cecillia Stark    | – Tant Lotte      |
| Danny Rosen       | – Billy           |
| Rammellzee        | – Man med pengar  |
| Tom DiCillo       | – Flygbolagsombud |
| Richard Boes      | – Fabriksarbetare |
| Rockets Redglare  | – Pokerspelare    |
| Harvey Perr       | – Pokerspelare    |
| Brian J. Burchill | – Pokerspelare    |
| Sara Driver       | – Kvinna med hatt |
| Paul Sloane       | – Motellägare     |